# Aliheydar Garayev
Pour les articles homonymes, voir Garayev.
Aliheydar Garayev (en azéri : Əliheydər Qarayev) (20 juin 1896 - 24 avril 1938), est un révolutionnaire menchevik devenu commissaire du peuple pendant la période soviétique.

## Jeunesse
Garayev est né à Chamakhi, en Azerbaïdjan. Après avoir terminé l'école de Chamakhi Realny, il a enseigné dans une école russe à Bakou. Il entre ensuite à l'Institut polytechnique de Novotcherkassk et participe aux activités de la révolution. En 1917, il préside le conseil des travailleurs et des soldats de Chamakhi. En 1918-1920, Garayev est le chef de la faction Hummet en Azerbaïdjan représentant les sociaux-démocrates. Après l'occupation de l'Azerbaïdjan par l'armée rouge le 27 avril 1920, il est membre du Comité révolutionnaire azerbaïdjanais par intérim, du Comité révolutionnaire de Bakou, du Commissaire du travail populaire et du Commissaire populaire aux affaires militaires et navales de l'Azerbaïdjan et dirige brièvement le Comité exécutif de la ville de Bakou.

## Activités en Azerbaïdjan soviétique
De 1921 à 1931, Garayev occupe divers postes administratifs au sein du gouvernement soviétique. Il est rédacteur en chef d'un certain nombre de magazines et de revues, tels que “Xalq” (peuple), Kommunist (janvier-mai 1922) et d'autres. Il écrit de nombreux articles de propagande bolchevique en Azerbaïdjan, tels que Qui a besoin de deuil ? (en azéri : Matəm kimə lazımdı) contre l'abolition des pratiques religieuses dans la république. En tant que commissaire populaire à la justice, il condamne et emprisonne certains intellectuels azerbaïdjanais. Garayev est tristement célèbre pour ses intrigues politiques. Il détermine les personnes qui ont des sympathies pour le nationalisme azerbaïdjanais et travaillent dans la presse et les fait arrêter. Nariman Narimanov a critiqué la carrière de Garayev.
Un club de femmes à Bakou a été baptisé du nom d'Aliheydar Garayev dans les années 1920, impliqué dans le mouvement en faveur de l'éducation et de l'émancipation des femmes.  Après l'indépendance de l'Azerbaïdjan, la rue nommée en l'honneur d'Aliheydar Garayev a été remplacée par la rue Ahmed Javad.

## Mort
Sur les recommandations de Lavrenti Beria à Staline, Aliheydar Garayev est arrêté et inculpé d'espionnage et de préparation d'activités contre-révolutionnaires au cours des années précédant la Grande Guerre patriotique. Il est exécuté par fusillade le 24 avril 1938, sur ordre de Staline.

## Prix
Garayev est récompensé par l'Ordre de la bannière rouge du travail pour ses contributions au mouvement bolchevique pendant son mandat.